# Lipce Reymontowskie
Lipce Reymontowskie (do 31 marca 1983 Lipce) – wieś w Polsce, w województwie łódzkim, w powiecie skierniewickim, siedziba gminy Lipce Reymontowskie.

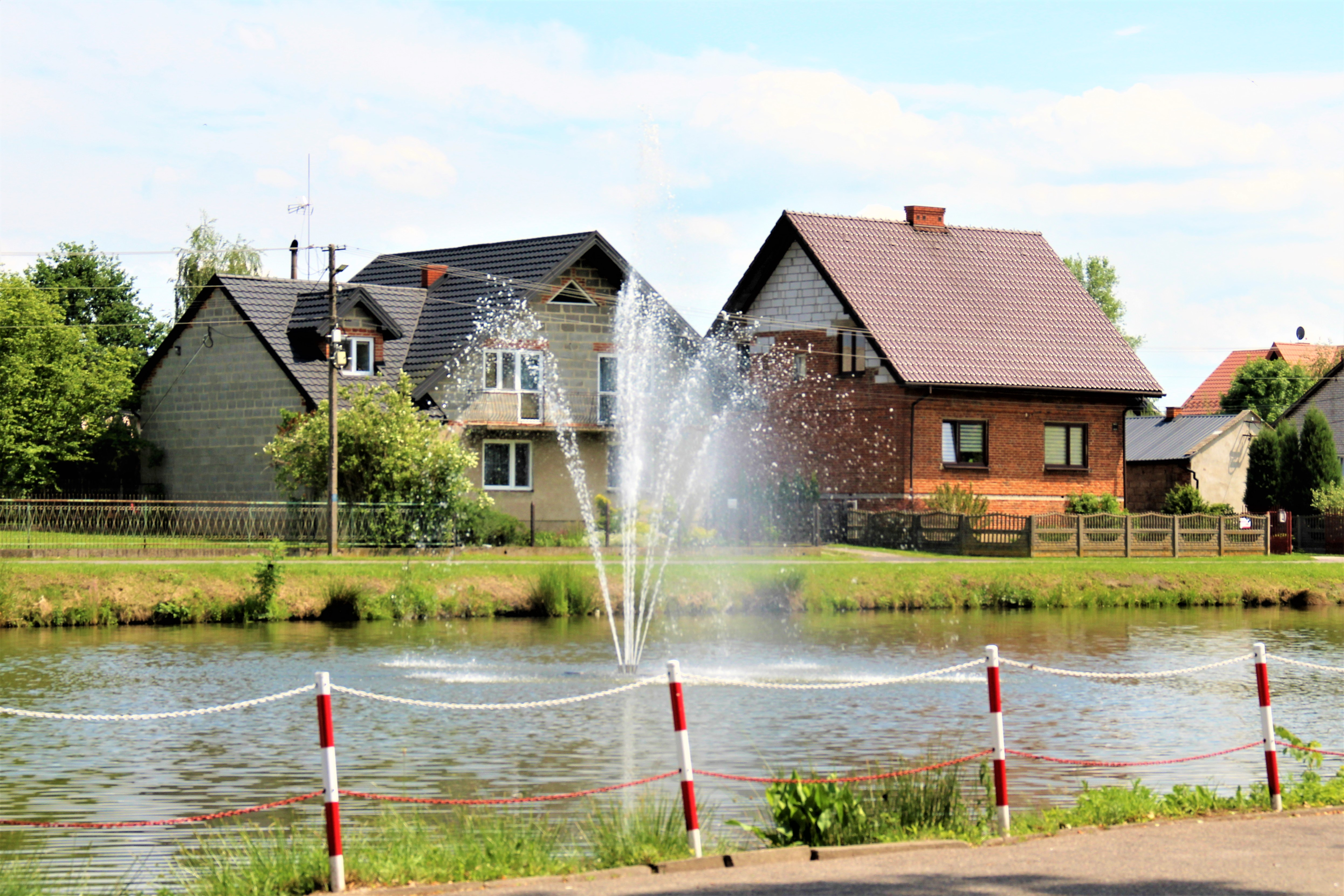
Staw z fontanną w Lipcach

W 1338 r. wieś założył arcybiskup gnieźnieński Janisław. Na podstawie dokumentu księcia mazowieckiego Ziemowita wiadomo, że Lipce leżące w kasztelanii łowickiej należały do arcybiskupów.
Wieś arcybiskupstwa gnieźnieńskiego w ziemi rawskiej województwa rawskiego w 1792 r.. W latach 1954–1972 należała i była siedzibą władz gromady Lipce. W latach 1975–1998 miejscowość administracyjnie należała do województwa skierniewickiego.
W Lipcach Władysław Reymont umieścił akcję powieści Chłopi (1904–1909). Obecna nazwa (z członem Reymontowskie) obowiązuje od 1 kwietnia 1983.
We wsi jest przystanek kolejowy Lipce Reymontowskie.

## Zabytki
Według rejestru zabytków Narodowego Instytutu Dziedzictwa na listę zabytków wpisane są obiekty:
- cmentarz rzymskokatolicki z drugiej połowy XIX w., nr rej.: 858 z 3.01.1992
- drewniana kaplica św. Józefata z XVIII/XIX w., nr rej.: 240-XII-1 z 8.04.1950
- mogiła zbiorowa z II wojny światowej na nowym cmentarzu rzymskokatolickim, nr rej.: 920 z 22.12.1992
- kościół Znalezienia Krzyża Świętego z 1870 r., rozbudowany w 1930 r.

## Atrakcje turystyczne
- Muzeum Czynu Zbrojnego
- Centrum Reymontowskie – Zagroda Ludowa
- Muzeum Regionalne im. Władysława St. Reymonta[7]
- Galeria Staroci i Pamiątek Regionalnych (muzeum)
- domek dróżnika, w którym w latach 1888–1891 przebywał Władysław Reymont
- co roku w czerwcu lub lipcu w Lipcach Reymontowskich[8] i Łodzi odbywa się impreza artystyczna pod nazwą „Dzień Reymonta”; od 2022 r. wraz z Dniem Reymonta odbywa się również „Forum Gospodarcze” – na te dwie uroczystości organizuje się różne atrakcje, np. stragany z lokalną żywnością, targi wystawiennicze, występy artystów muzycznych, lunaparki.

## Kultura
W latach 70. XX w. we wsi były kręcone zdjęcia do filmu Chłopi w reżyserii Jana Rybkowskiego, powstałego na podstawie powieści Chłopi Władysława Reymonta.
W 2019 roku wójt miejscowej gminy napisał list protestacyjny do Piotra Glińskiego, ministra kultury i dziedzictwa narodowego, ze skargą na studentów Akademii Sztuk Teatralnych we Wrocławiu, którzy użyli kwestii „Całe Lipce w mojej cipce” podczas spektaklu Chłopi w reżyserii Sebastiana Majewskiego. Premiera przedstawienia miała miejsce w listopadzie 2019 r.
W Lipcach w 1932 r. powstał Amatorski Zespół Regionalny im. Wł. St. Reymonta (w skrócie AZR), jeden z najstarszych amatorskich zespołów ludowych w Polsce. Najbardziej był znany jest z spektaklu „Wesele Boryny”, który wystawiono pierwszy raz w 1933 r. – tak też pierwotnie brzmiała nazwa zespołu. Przyśpiewki, dialogi, pieśni i układy taneczne z tegoż programu artystycznego rozsławiły grupę na całą Polskę. W AZR na przestrzeni lat tańczyło ok. 400 osób w różnym wieku, byli i są to głównie mieszkańcy Lipiec i okolic. 
W 2023 r. działalność rozpoczął dziewczęcy kwartet znany jako Zespół Młodych Artystek z Lipiec Reymontowskich. Członkinie zespołu wykonują muzykę ludową, często z wzmiankami o Lipcach i okolicy. Laureatki 57. Ogólnopolskiego Festiwalu Kapel i Śpiewaków Ludowych w Kazimierzu Dolnym, uczennice pobliskich szkół podstawowych.

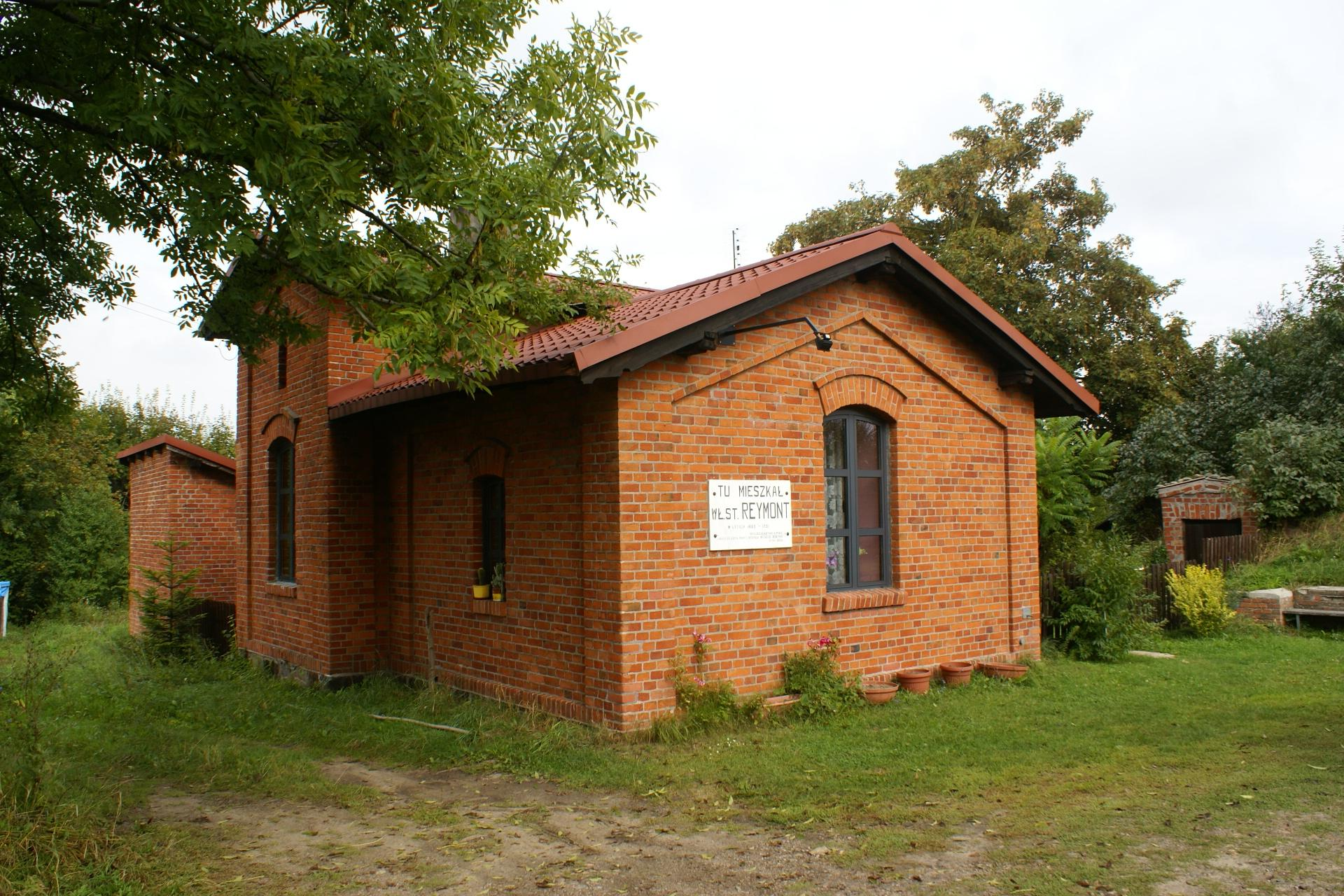
Domek Reymonta
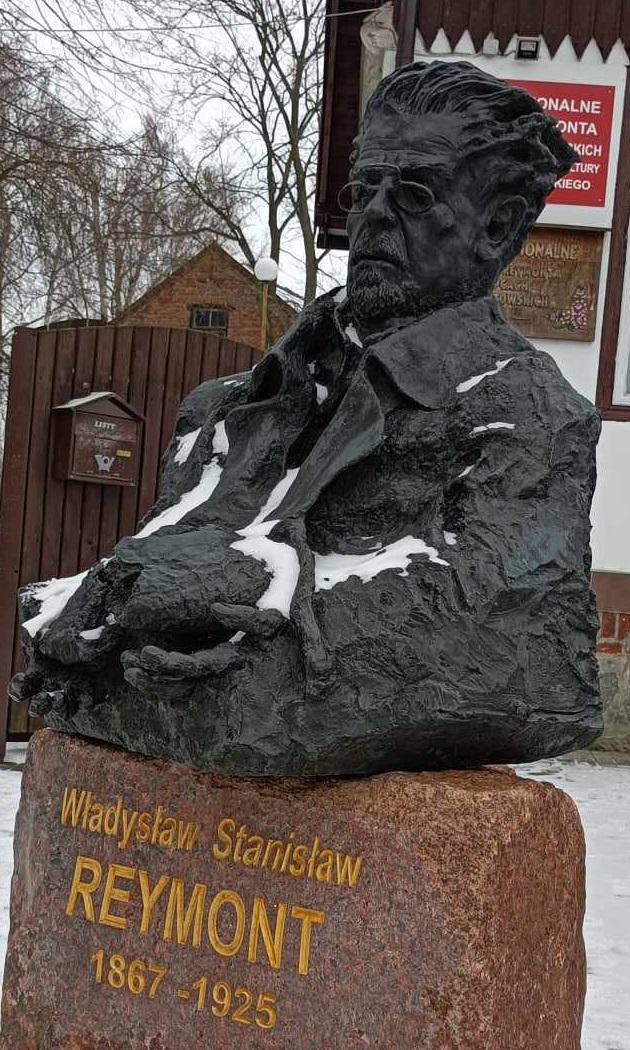
Popiersie Reymonta
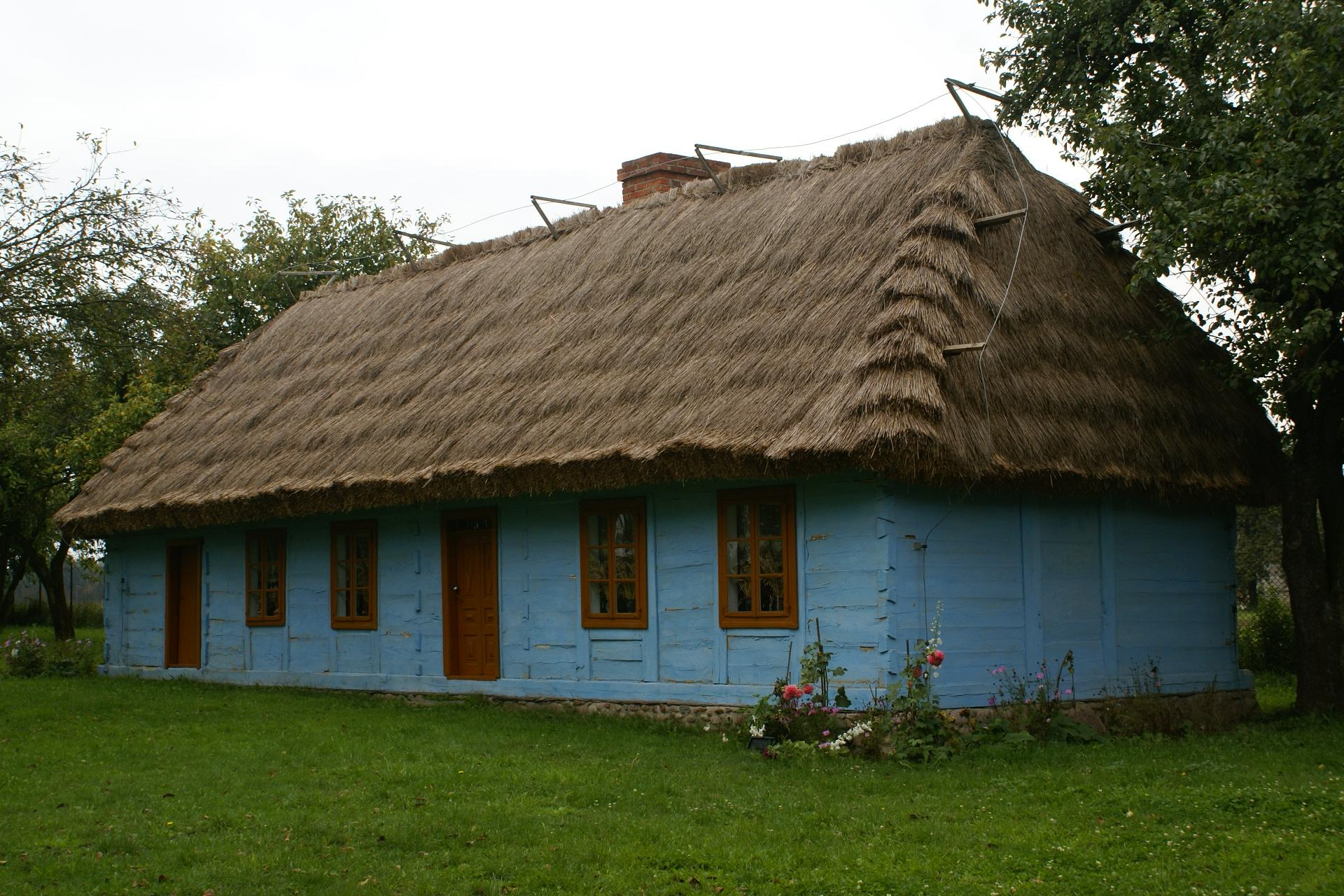
Chałupa zrębowa - Centrum Reymontowskie - Zagroda Ludowa
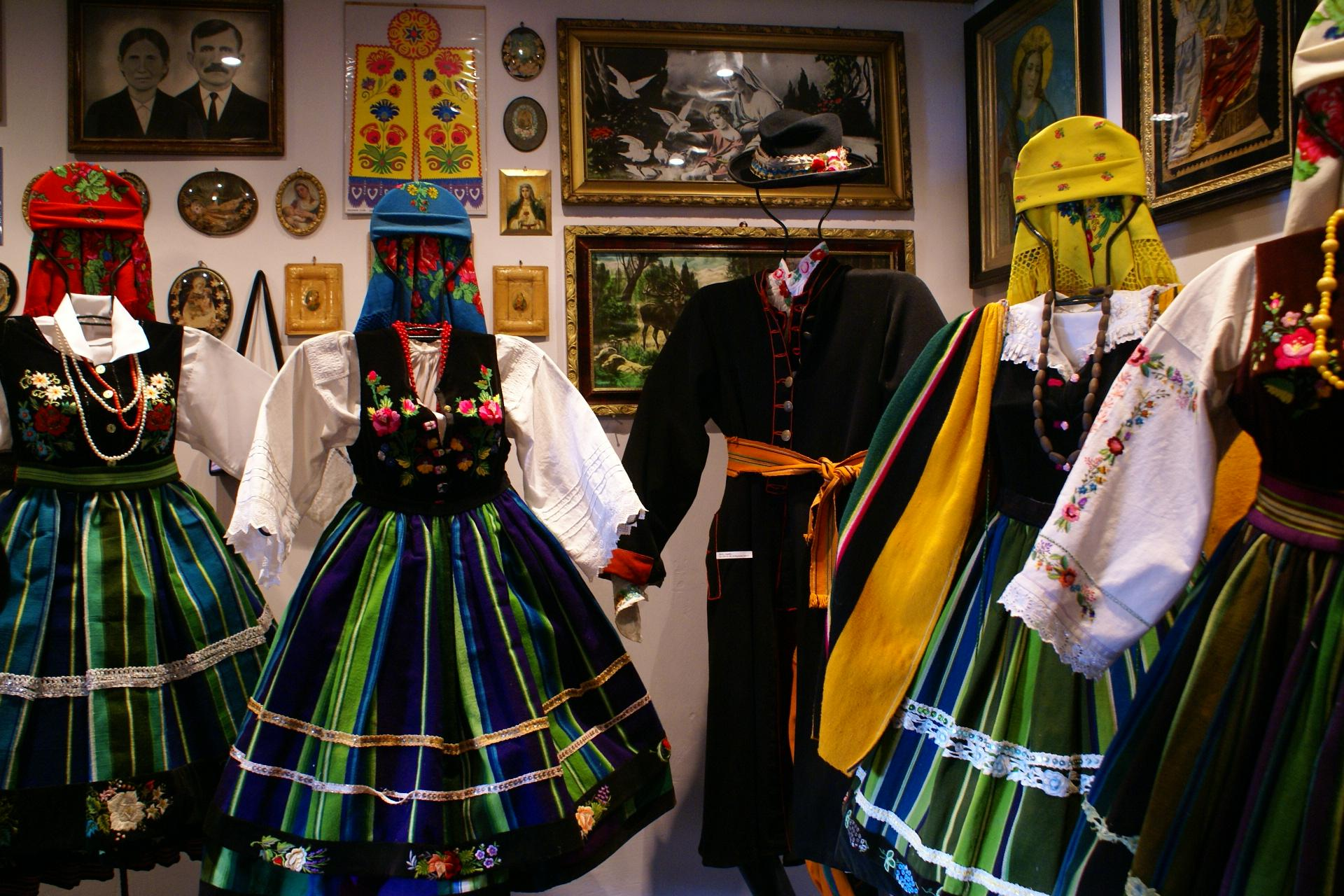
Stroje ludowe na ekspozycji w Galerii Staroci i Pamiątek Regionalnych
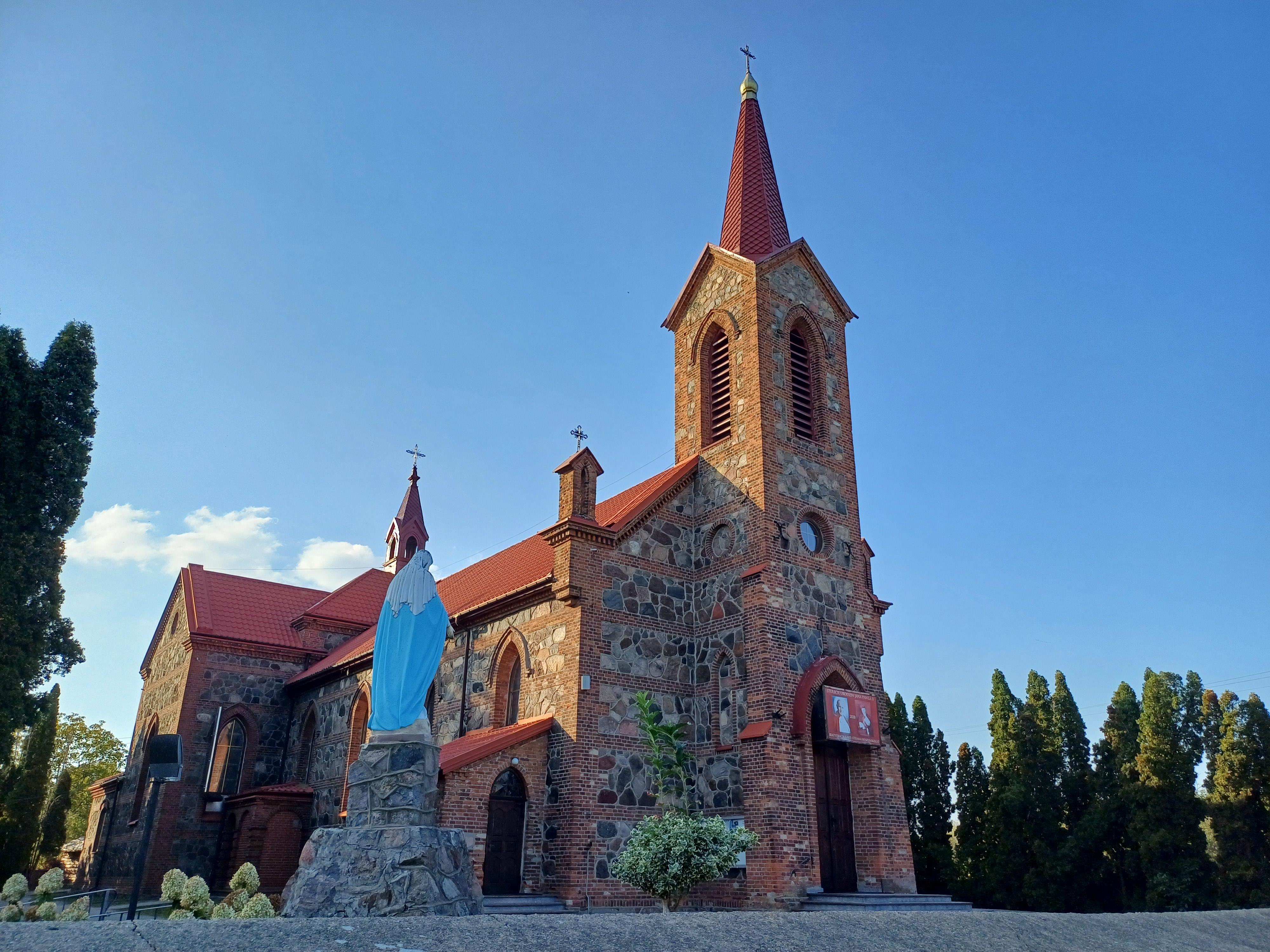
Kościół Znalezienia Krzyża Świętego
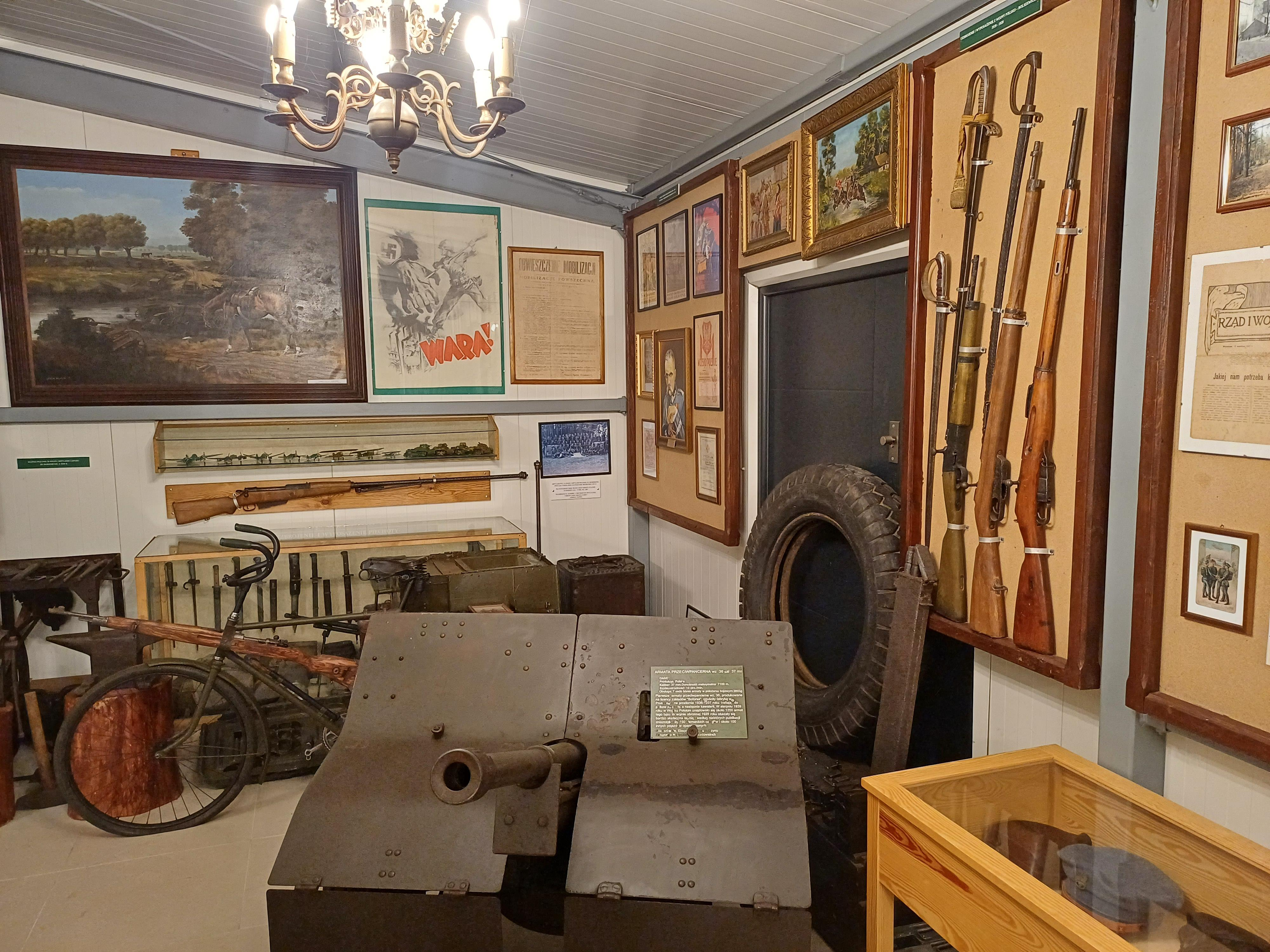
Armata przeciwpancerna wz. 36 w Muzeum Czynu Zbrojnego